# 15 settembre
Il 15 settembre è il 258º giorno del calendario gregoriano (il 259º negli anni bisestili). Mancano 107 giorni alla fine dell'anno.

## Eventi
- 367 – Il vescovo Ursino torna a Roma dall'esilio
- 668 – Costantino IV diventa imperatore bizantino in seguito all'assassinio del padre Costante II Pogonato da parte dell'usurpatore Mecezio, sconfitto l'anno successivo da Costantino
- 1578 – Traslazione a Torino della Sindone
- 1644 – Elezione di papa Innocenzo X
- 1682 – XXVI passaggio noto della Cometa di Halley al perielio, osservata dallo stesso astronomo Edmund Halley, che la collega matematicamente e orbitalmente ai suoi tre precedenti passaggi
- 1776 – I britannici sbarcano a Kips Bay, durante la Campagna di New York
- 1789 – Viene fondato il Dipartimento di Stato degli Stati Uniti
- 1821 – Costa Rica, Guatemala, Honduras, Nicaragua ed El Salvador proclamano l'indipendenza
- 1830 – In Gran Bretagna viene inaugurata la ferrovia Liverpool-Manchester, la prima linea ferroviaria del mondo
- 1835 – La HMS Beagle, con Charles Darwin a bordo, approda alle isole Galápagos
- 1862 – Le truppe confederate catturano Harper's Ferry (West Virginia)
- 1864 - A Fontainebleau gli ambasciatori italiani Costantino Nigra e Gioacchino Napoleone Pepoli e il ministro degli Esteri francese Édouard Drouyn de Lhuys firmano la Convenzione di settembre, importante accordo diplomatico tra il Regno d'Italia e il Secondo Impero di Napoleone III
- 1883 – Viene fondata la Bombay Natural History Society
- 1894 – Il Giappone sconfigge la Cina nella battaglia di Pyongyang
- 1902 – Sorrento: la canzone Torna a Surriento viene composta in onore del presidente del consiglio Giuseppe Zanardelli, in visita alla cittadina
- 1904 – Racconigi: nasce l'ultimo re d'Italia, Umberto II
- 1914 – Inizia la prima battaglia dell'Aisne, tra Germania e Francia
- 1916 – Il carro armato viene usato per la prima volta durante la battaglia della Somme
- 1931 – Inizio dell'ammutinamento di Invergordon
- 1935
  - Le Leggi di Norimberga privano gli ebrei tedeschi della cittadinanza
  - La nuova bandiera tedesca è il vessillo nazista
- 1940 – Battle of Britain Day: si combatte la giornata decisiva della battaglia d'Inghilterra
- 1950 – Truppe statunitensi sbarcano ad Incheon, in Corea del Sud
- 1952 – Le Nazioni Unite concedono l'Eritrea all'Etiopia
- 1959 – Nikita Khruščëv diventa il primo leader sovietico a visitare gli USA
- 1975 – Álvaro del Portillo succede a Josemaría Escrivá de Balaguer come capo dell'Opus Dei
- 1981 – Vanuatu entra a far parte dell'ONU.
- 1993 – A Palermo, nel quartiere Brancaccio, un commando di Cosa nostra capitanato da Salvatore Grigoli, detto U Cacciatori, uccide don Giuseppe Puglisi, in piazza Anita Garibaldi, davanti al portone della sua casa
- 1996 – Umberto Bossi proclama a Venezia la sedicente indipendenza della Padania
- 2000 – I Giochi della XXVII Olimpiade si aprono ufficialmente a Sydney
- 2001 – Il pilota automobilistico Alessandro Zanardi è vittima di un terribile incidente che gli costerà l'amputazione delle gambe
- 2006 – Muore per un cancro ai polmoni la celebre giornalista e scrittrice Oriana Fallaci nella sua città natale Firenze, dov'era appositamente tornata pochi giorni prima dagli Stati Uniti d'America
- 2008 – Fallimento della Lehman Brothers e inizio della crisi economica mondiale
- 2017 – La sonda Cassini, lanciata il 15 ottobre 1997, termina il servizio con un tuffo nell'atmosfera di Saturno
- 2020 – La quinta linea della Metropolitana di Bucarest, Linea M5, viene aperta da Râul Doamnei a Eroilor

## Nati
Ci sono circa 1 260 voci su persone nate il 15 settembre; vedi la pagina Nati il 15 settembre per un elenco descrittivo o la categoria Nati il 15 settembre per un indice alfabetico.

## Morti
Ci sono circa 500 voci su persone morte il 15 settembre; vedi la pagina Morti il 15 settembre per un elenco descrittivo o la categoria Morti il 15 settembre per un indice alfabetico.

## Feste e ricorrenze

### Civili
Nazionali:
- Costa Rica, Guatemala, Honduras, Nicaragua ed El Salvador – Giorno dell'indipendenza

### Religiose
Cristianesimo:
- Beata Vergine Maria Addolorata
- Sant'Acardo di Jumieges, abate
- Sant'Albino di Lione, vescovo
- Sant'Apro di Toul, vescovo
- San Baldo di Sens, penitente
- Santa Caterina da Genova, mistica
- Santi Emila e Geremia, martiri
- Santi Francesco, Giacomo, Sancio, Ildefonso, Giovanni e Dionisio, martiri mercedari
- San Niceta il Goto, martire
- San Nicomede di Roma, martire
- Santi Stratone, Valerio, Macrobio e Gordiano, martiri
- San Valeriano di Tournus, martire
- Beato Anton Maria Schwartz, fondatore della Congregazione degli operai cristiani di San Giuseppe Calasanzio
- Beato Camillo Costanzo, gesuita, martire
- Beato Carlo da Montegranelli, fondatore, eremita
- Beato Cristiano da Perugia
- Beato Giordano di Pulsano, abate
- Beati Giovanni Battista de los Ángeles e Giacinto de los Ángeles, martiri
- Beato Ladislao Miegon, sacerdote e martire
- Beato Paolo Manna, missionario
- Beato Pasquale Penades Jornet, sacerdote e martire
- Beato Rolando de' Medici, eremita
- Beato Tommasuccio di Foligno

Religione romana antica e moderna:
- Ludi Romani